# Республіканська пропозиція
Республіканська пропозиція (ісп. Propuesta Republicana, PRO) — права політична партія в Аргентині. «Республіканську пропозицію» було створено як виборчий союз у 2005 році, який був перетворений в унітарну партію 3 травня 2010.
Республіканську пропозицію було створено як союз між партією «Зобов'язання змін» (заснована Маурісіо Макрі в Буенос-Айресі) і партією «Оновлення для зростання» (Recrear), на чолі з Рікардо Лопесом Мерфі. Він був створений перед парламентськими виборами від 23 жовтня 2005 року. На виборах 2005 року альянс отримав 9 з 127 обраних депутатів (з 257).
У виборах у червні 2007 року в місті Буенос-Айрес, партія «Республіканська пропозиція» рішуче перемогла на виборах, Маурісіо Макрі стає головою уряду і альянс отримує 15 з 30 місць у міському законодавчому органі. У 2011 Макрі зберіг свою посаду мера Буенос-Айреса, отримавши значну підтримку на виборах. На президентських виборах 2015 Маурісіо Макрі виграв та став Президентом Аргентини